# Saints of Los Angeles
Saints of Los Angeles – dziewiąty album studyjny amerykańskiej grupy heavymetalowej Mötley Crüe wydany 24 czerwca 2008 roku przez Eleven Seven Music.

## Lista utworów
Autorem utworów, jeśli nie podano inaczej, są Marti Frederiksen, Mick Mars, Nikki Sixx
1. „L.A.M.F.” – 1:23
2. „Face Down in the Dirt” (Frederiksen / Sixx) – 1:23
3. „What's It Gonna Take” (Frederiksen / Sixx)– 3:45
4. „Down at the Whisky” (Frederiksen / Sixx)– 3:50
5. „Saints of Los Angeles” (Frederiksen / Sixx)– 3:40
6. „Mutherfucker of the Year” – 3:55
7. „The Animal in Me” – 4:16
8. „Welcome to the Machine” – 3:00
9. „Just Another Psycho” – 3:36
10. „Chicks = Trouble” – 3:13
11. „This Ain't a Love Song” – 3:25
12. „White Trash Circus” – 2:51
13. „Goin' Out Swingin'” (Frederiksen / Sixx)– 3:27

## Twórcy
- Vince Neil – śpiew
- Mick Mars – gitara
- Nikki Sixx – gitara basowa, wokal wspierający, produkcja
- Tommy Lee – perkusja, pianino, wokal wspierający
- James Michael – producent, miks, instrumenty klawiszowe
- DJ Ashba – produkcja, inżynieria dźwięku
- Viggy Vignola – inżynieria dźwięku
- Dave Donnelly – mastering